# محمد علوي
سيد محمد علاوي (بالفارسية: محمد علوی)، من مواليد 29 يناير 1982 في كاشان بإيران، لاعب كرة قدم إيراني، ويلعب مع نادي فولاد ومنتخب إيران لكرة القدم.
بدأ علاوي باللعب مع منتخب إيران لكرة القدم منذ عام 2004، ولكن لم يختر ضمن تشكيلة منتخب إيران لكرة القدم المشارك في كأس العالم لكرة القدم 2006.

## كأس آسيا 2004
و قد سجل هدف في مرمى منتخب الصين لكرة القدم.

## روابط خارجية
- محمد علوي على موقع ناشيونال فوتبول تيمز (الإنجليزية)